# Facundo Ferreyra
Facundo Ferreyra (pronunție în spaniolă [faˈkundo feˈrejɾa]; n. 14 martie 1991, Lomas de Zamora⁠(d), Buenos Aires, Argentina), poreclit „Chucky”, este un fotbalist argentinian și italian liber de contract, care joacă pe post de atacant central. Pe plan internațional, are prezențe la națională pentru Argentina U20⁠(d).

## Cariera de club

### Banfield
Ferreyra a venit prin sistemul de tineret la clubul său din Banfield și a fost promovat la prima echipă în sezonul 2008-09. A avut șase apariții în acel sezon, trei ca înlocuitor, marcând un gol. Golul său de debut a fost o lovitură de cap împotriva Argentinos Juniors într-o remiză 2-2 pe 6 decembrie 2008.
Următoarele apariții în prima echipă a lui Ferreyra au venit în sezonul 2010-11, când a marcat șase goluri în 19 jocuri, inclusiv unul împotriva lui Boca Juniors pentru a obține o remiză 1-1 pe 4 iunie 2011.  El a fost printre primii 15 golgheteri ai ligii din acest sezon. La 3 ianuarie 2011, el a semnat un nou contract de trei ani cu Banfield.

### Vélez Sársfield
După retrogradarea lui Banfield la sfârșitul sezonului argentinian Primera División 2011–12, Ferreyra a fost transferat la Vélez Sársfield. În timpul primului său sezon jucând la Vélez, Ferreyra a fost cel mai bun marcator al echipei în campania câștigătoare Inicial din 2012, marcând 13 goluri în 15 jocuri. De asemenea, a fost golgheter comun al campionatului cu Ignacio Scocco. Ferreyra a început și în Superfinala 2012–13, în care Vélez a învins Newell's Old Boys.

### Șahtar Donețk
La 9 iulie 2013, Ferreyra a semnat un contract pe cinci ani cu clubul ucrainean Șahtior Donețk, într-un transfer de 9 milioane de dolari SUA. Rareori a jucat pentru club în timpul primului său sezon în Ucraina, dar a reușit să înscrie șase goluri în cinci starturi, în timp ce Șahtior a câștigat al nouălea titlu. 
Din cauza preocupărilor de securitate personală legate de războiul de la Donbass și de recentul accident al companiei Malaysia Airlines Flight 17, Ferreyra împreună cu alți cinci coechipieri străini au refuzat să se întoarcă în Ucraina după un meci amical împotriva lui Lyon la 20 iulie 2014. Odată cu mutarea bazei de antrenament a lui Șahtior la Kiev și cu jocurile de acasă care se vor juca la Lvov pentru sezonul 2014-15 și în urma discuțiilor cu patronul Sergei Palkin, Ferreyra și coechipierii săi s-au întors la club la sfârșitul lunii iulie.

#### Împrumutul la Newcastle United
La 3 august 2014, Newcastle United l-a semnat pe Ferreyra cu un împrumut pe tot parcursul sezonului. Acordul a inclus o opțiune de cumpărare de 6 milioane de lire sterline la sfârșitul sezonului. Cu toate acestea, Ferreyra s-a luptat cu cerințele fizice ale fotbalului englez, afirmând într-un interviu în Newcastle Evening Chronicle „Când am ajuns aici [Newcastle] m-am luptat să mă adaptez ... este o ligă foarte fizică”. La 29 mai 2015, s-a anunțat că Newcastle nu va lua opțiunea de a-l cumpăra pe Ferreyra și se va întoarce la Șahtiar Donețk fără să fi jucat un singur minut penutr Newcastle.

#### Revenirea la Șahtar
Ferreyra a marcat primul gol în finala Cupei Ucrainei din 2018, în timp ce Șahtar a învins rivalii Dynamo Kiev cu 2-0.

### Benfica
Pe 6 iunie 2018, Ferreyra a semnat un contract pe patru ani cu clubul portughez SL Benfica. La 31 ianuarie 2019, după ce a fost folosit rar, s-a mutat la RCD Espanyol în La Liga, împrumutat până în iunie 2020. A marcat un gol în 9 meciuri din La Liga în a doua jumătate a sezonului 2018-19. În ianuarie 2021, Ferreyra și Benfica au decis să se despartă reciproc, făcând-ul pe Ferreyra un jucător liber de contract.

### Celta
După despărțirea din Benfica, Ferreyra a semnat un contract până la sfârșitul sezonului 2020–21 cu clubul spaniol Celta de Vigo.

## Cariera internațională
Ferreyra este un fost internațional de tineret din Argentina U20. A fost al doilea marcator al Campionatului Sud-American de Tineret din 2011, cu patru goluri, ajutând Argentina să termine pe locul trei. De asemenea, a jucat cu echipa la Cupa Mondială FIFA U20 din 2011 .

## Statistici

### Club
La 17 februarie 2019.
| Club                        | Sezon            | Ligă             | Ligă     | Ligă   | Cupa Națională | Cupa Națională | Cupa Ligii | Cupa Ligii | Supercupa | Supercupa | Continental | Continental | Total    | Total  |
| Club                        | Sezon            | Divzie           | Apariții | Goluri | Apariții       | Goluri         | Apariții   | Goluri     | Apariții  | Goluri    | Apariții    | Goluri      | Apariții | Goluri |
| --------------------------- | ---------------- | ---------------- | -------- | ------ | -------------- | -------------- | ---------- | ---------- | --------- | --------- | ----------- | ----------- | -------- | ------ |
| Banfield                    | 2008–09          | Primera División | 6        | 1      | 0              | 0              | 0          | 0          | 0         | 0         | 0           | 0           | 6        | 1      |
| Banfield                    | 2009–10          | Primera División | 0        | 0      | 0              | 0              | 0          | 0          | 0         | 0         | 0           | 0           | 0        | 0      |
| Banfield                    | 2010–11          | Primera División | 18       | 6      | 0              | 0              | 0          | 0          | 0         | 0         | 0           | 0           | 18       | 6      |
| Banfield                    | 2011–12          | Primera División | 32       | 8      | 0              | 0              | 0          | 0          | 0         | 0         | 0           | 0           | 32       | 8      |
| Banfield                    | Total            | Total            | 56       | 15     | 0              | 0              | 0          | 0          | 0         | 0         | 0           | 0           | 56       | 15     |
| Vélez Sársfield             | 2012–13          | Primera División | 22       | 16     | 0              | 0              | 0          | 0          | 0         | 0         | 3           | 1           | 25       | 17     |
| Șahtar Donețsk              | 2013–14          | Premier Liga     | 13       | 6      | 2              | 0              | 0          | 0          | 0         | 0         | 7           | 0           | 22       | 6      |
| Șahtar Donețsk              | 2015–16          | Premier Liga     | 11       | 3      | 5              | 2              | 0          | 0          | 0         | 0         | 7           | 2           | 23       | 7      |
| Șahtar Donețsk              | 2016–17          | Premier Liga     | 20       | 13     | 1              | 0              | 0          | 0          | 0         | 0         | 7           | 3           | 28       | 16     |
| Șahtar Donețsk              | 2017–18          | Premier Liga     | 30       | 21     | 3              | 4              | 0          | 0          | 1         | 2         | 8           | 3           | 42       | 30     |
| Șahtar Donețsk              | Total            | Total            | 74       | 43     | 11             | 6              | 0          | 0          | 1         | 2         | 29          | 8           | 115      | 59     |
| Newcastle United (împrumut) | 2014–15          | Premier League   | 0        | 0      | 0              | 0              | 0          | 0          | 0         | 0         | 0           | 0           | 0        | 0      |
| Benfica                     | 2018–19          | Primeira Liga    | 5        | 1      | 1              | 0              | 0          | 0          | 0         | 0         | 3           | 0           | 9        | 1      |
| Espanyol (împrumut)         | 2018–19          | La Liga          | 3        | 0      | 0              | 0              | 0          | 0          | 0         | 0         | 0           | 0           | 3        | 0      |
| Total în carieră            | Total în carieră | Total în carieră | 160      | 75     | 12             | 6              | 0          | 0          | 1         | 2         | 35          | 9           | 208      | 92     |

## Palmares

### Club
Vélez Sársfield
- Primera divizie argentiniană : 2012 oficial, 2012-2013 Superfinală [9]

Șahtar Dontețk
- Premier Liga : 2013-14,  2016-17, [28] 2017-18 [29]
- Cupa Ucrainei : 2015-16, 2016-17, 2017-18 [29]
- Supercupa Ucrainei : 2014, 2015, 2017

Benfica
- Primeira Liga : 2018–19 [30]

### Internațional
Argentina U20
- Campionatul sud-american de tineret : 2011 - medalie de bronz [9]

### Individual
- Golgheter al Argentinei Primera División : 2012 Inicial [9]
- Golgheter al Ligii Premier a Ucrainei : 2017–18 [31]